# テトリ・ディクソン
テトリ・ディクソン（英語: TeTori Dixon、1992年8月4日 - ）は、アメリカ合衆国の女子バレーボール選手である。アメリカ合衆国女子代表。

## 来歴

### クラブチーム
ミネソタ州バーンズビル出身。バーンズビル高校で本格的にバレーボールを始め、招集された2008年の北中米ユース選手権大会で優勝を飾った。ミネソタ大学入学後もバレーボールチームで活躍し、NCAAディビジョンIでチームの上位進出に貢献、多数の個人賞を獲得している。
ミネソタ大学卒業後の2014年にアゼルバイジャン女子バレーボール・スーパーリーグのラビタ・バクーを契約し、プロ選手として歩み始め、同シーズンにチームは優勝を果たした。2015年6月、自身のツイッターで「2015-16シーズンは日本でプレーする」ことを公表し、同年7月30日に東レアローズが入団を発表した。2015/16シーズンのVリーグで東レをレギュラーラウンド首位へ導く活躍をみせ、自身もスパイク賞を受賞した。2017/18シーズンからイタリアセリエAのモンツァに移籍した。2018/19シーズンからは中国スーパーリーグの北京汽车排球俱樂部でプレーし、2018/19シーズンのリーグ優勝に貢献し自身もMVPに選ばれた。2021/22シーズンはトルコリーグのトゥルク・ハヴァ・ヨラーリと契約した。

### 代表チーム
2014年5月にアメリカ合衆国代表入りし、モントルーバレーマスターズで代表デビューを銀メダルで飾った。同年に開催されたパンアメリカンカップにも出場し銀メダルを獲得している。イタリアで開催された世界選手権で三大大会初出場ながら金メダルを獲得した。2015年8-9月にかけて開催されたワールドカップにおいて、銅メダル獲得に貢献し、自らベストミドルブロッカー賞賞を受賞した。
2017年7月のワールドグランプリで代表復帰した。2018年のネーションズリーグで金メダルを獲得し、自身もベストミドルブロッカー賞を受賞した。2019年のワールドカップで銀メダルを獲得した。

## 所属クラブ
- ラビタ・バクー（2014-2015年）
- 東レアローズ（2015-2016年）
- ユニオーネ・スポルティーヴァ・プロヴィクトリア・パッラヴォーロ・モンツァ（2017-2018年）
- 北京汽车排球俱樂部（2018-2021年）
- テュルク・ハワ・ヨルラル （2021-2022年）
- Bolu Bld.（2022-2023年）
- アスリーツ・アンリミテッド（2023年）
- オマハ・スーパーノヴァズ（英語版）（2023-2024年）
- LOVBソルトレイク（2024年-）

## 球歴
- アメリカ合衆国代表
- 世界選手権 - 2014年、2018年
- ワールドカップ - 2015年、2019年
- グラチャン - 2017年
- ワールドグランプリ - 2014年、2015年、2017年
- ネーションズリーグ - 2018年、2019年、2021年、2022年

## 受賞歴
- 2012年 - NCAAオールアメリカン・セカンドチーム
- 2012年 - Division I NCAA statunitense: West Lafayette Regional All-Tournament Team
- 2013年 - NCAAオールアメリカン・ファーストチーム
- 2014年 - パンアメリカンカップ ベストミドルブロッカー
- 2015年 - ワールドカップ セカンドベストミドルブロッカー賞
- 2016年 - 2015/16プレミアリーグ スパイク賞[11]
- 2018年 - ネーションズリーグ ベストミドルブロッカー賞

## 私生活
実父はかつてNFLで活躍したデイビッド・ディクソン（英語版）である。

## 参考
- FIVB公式プロフィール - TeTori Dixon